# Sonchus maritimus
Espèce
Sonchus maritimus, le Laiteron maritime, est une espèce de plante à fleurs de la famille des Astéracées d'origine méditerranéenne.

## Description
C'est une plante herbacée. La floraison a lieu de mars à juin.

## Liste des sous-espèces
Selon Catalogue of Life (13 décembre 2015) :
- Sonchus maritimus subsp. maritimus

Selon Tropicos (13 décembre 2015) :
- Sonchus maritimus subsp. aquatilis (Pourr.) Nyman